# Pucolan
Pucolan ali pucolanski pepel je finozrnat vulkanski pepel. Prvič so ga odkrli in začeli kopati v Pozzuoliju pod Vezuvom, kasneje pa so ga odkrili tudi na številnih drugih nahajališčih. Rimski arhitekt in inženir Vitruvij, ki je živel v 1. stoletju pr. n. št., je opisal štiri vrste pucolana: črnega, belega, sivega in rdečega. Vse omenjene vrste pucolana se nahajajo v vulkanskih območjih Italije, na primer v okolici Neaplja.

## Kemija
Pucolan je silikatna in aluminatna snov, ki v prisotnosti vode reagira s kalcijevim hidroksidom (Ca(OH)2). Nastali produkt ima pri sobni temperaturi lastnosti cementa in se lahko strjuje tudi pod vodo. Odkritje pucolanskega cementa je povzročilo velike spremembe v gradbeništvu, čeprav so Rimljani potrebovali kar nekaj časa, da so odkrili vse njegove možnosti. Običajno so ga mešali z apnom v razmerju dva proti ena in takoj zatem dodali vodo.
Iz pucolana je bilo zgrajeno rimsko pristanišče Cosa v Toskani. Mešanje cementa z morsko vodo so preprečili z uporabo dolgih cevi. Trije pomoli so še vedno vidni, njihovi podvodni deli pa so po 2100 letih še vedno v odličnem stanju.

## Sodobna raba
Sodobni pucolanski cementi so mešanice naravnih in industrijskih pucolanov in portlandskega cementa. V podvodnih objektih je takšen cement zaradi visoke alkalnosti pucolana izredno odporen proti koroziji, ki jo povzročajo sulfati. Ko je popolnoma strjen, je zaradi manjše poroznosti bolj odporen tudi proti absorpciji vode in krušenju.
Podobne lastnosti kot pucolan imajo tudi nekateri industrijski stranski produkti na primer silikatni leteči (elektrofilterski) pepel iz termoelektrarn na premog, fino uprašen kremenčev prah (SiO2) iz proizvodnje silicija, pepel iz riževih luščin iz luščilnic riža in metakaolin iz predelave bituminoznih peskov. Metakaolin ima dvakrat večjo reaktivnost kot večina pucolanov in je zelo uporaben za pripravo belega betona.
Drugi industrijski odpadni produkti, ki se uporabljajo v portlandskih mešanih cementih, so apneni elektrofilterski pepel in žlindra iz visokih peči.

## Pucolanska reakcija
Osnovna pucolanska reakcija je preprosta kislo-bazična reakcija]] med kalcijevim hidroksidom ali portlanditom (Ca(OH)2) in silicijevo(IV) kislino (H4SiO4 ali Si(OH)4), ki se v skrajšani obliki zapiše z naslednjo enačbo:
Ca(OH)2 + H4SiO4 → Ca2+ + H2SiO42- + 2 H2O → CaH2SiO4 • 2 H2O
Reakcija se v skrajšani obliki, ki jo uporabljajo v cementni kemiji, zapiše s
CH + SH → CSH
Produkt s splošno formulo  (CaH2SiO4 • 2 H2O) je kalcijev silikat hidrat, ki se v skrajšani obliki zapiše s CSH. Razmerje Ca/Si (oziroma C/S) in število molekul vode se lahko spreminja, zato se spreminja tudi stehiometrija zgornjih reakcij.
Gostota CSH je manjša od gostote portlandita in čistega kremena, zato se volumen reakcijske zmesi med reakcijo povečuje. Reakcija lahko poteka tudi kasneje v betonu med alkalno cementno kapilarno vodo in slabo kristaliničnimi agregati kremena. Ta zakasneli proces, ki se imenuje alkalna kremenčeva reakcija ali alkalna agregatna reakcija, lahko resno poškoduje strukturo betona, ker povzroči nabrekanje, nabrekanje pa povzroči krušenje in s tem zmanjšanje trdnosti betona.

## Vira
- Cook D.J. (1986) Natural pozzolanas. In: Swamy R.N., Editor (1986) Cement Replacement Materials, Surrey University Press, str. 200.
- McCann A.M. (1994) "The Roman Port of Cosa" (273 BC), Scientific American, Ancient Cities, str. 92–99.